# Lago di Terlago
Il lago di Terlago è un piccolo lago naturale nei pressi dell'abitato di Terlago, a circa 7 km da Trento, Trentino-Alto Adige, Italia.

## Aspetti fisici
Il lago di Terlago ha una superficie di 118.530 m² ed un volume di 445.000 m³. La profondità massima è di 10 m e la profondità media di 3,8 m. Il tempo di ricambio dell'acqua è inferiore ad un anno.

## Origine e caratteristiche
Sulla sua origine c'è parecchia incertezza anche se gran parte degli studiosi è concorde nel ritenerlo "vallivo di esarazione" (originato cioè dall`azione erosiva degli antichi ghiacciai). Tuttavia, le origini carsiche attorno alle quali si è dibattuto a lungo erano giustificate sia dalla conformazione della valle, sia dalla presenza di un emissario sotterraneo e dalla notevole escursione del livello dell`acqua. Dopo un tortuoso itinerario nascosto, le acque di Terlago sfociano 300 metri di quota più in basso, fra Trento e Zambana, sotto forma di grosse risorgive. Inoltre, le acque del Lago di Terlago hanno un singolare colore bruno-olivastro dovuto alla variegata flora acquatica, che non trova altri analoghi riscontri nel Trentino. Il lago ha una superficie di 350.000 metri quadrati ed è considerato un vero "paradiso" dai pescatori per la presenza di numerose e pregiate specie ittiche: il luccio, il persico, la carpa, la tinca, il cavedano e via dicendo. Le più antiche testimonianze archeologiche collegate a un lago, in provincia di Trento, risalgono al tardo Paleolitico circa 10.000 anni prima di Cristo. Attorno al Lago di Terlago infatti, sono stati rinvenuti alcuni manufatti, i primi di un certo valore artistico. Tra le varie possibilità, gli studiosi ritengono credibile la tesi che essi servissero per indicare i bottini di caccia.

## Attività ricettive ed esercizi pubblici
Sulle rive del lago si trovano varie attività: il Bar Lido di Terlago posto sulla sponda est del lago, Bar lido Lillà posto sulla sponda ovest, un campeggio, un albergo-Garnì ed un ristorante-pizzeria. Una delle tante attività praticabili oltre la pesca è il birdwatching: sulla sponda sud è presente una torretta di osservazione nei pressi del biotopo

## Balneazione
Il lago è balneabile e durante il periodo estivo è attivo il servizio di "spiaggia sicura" con la presenza quotidiana, ad orari prestabiliti, di un bagnino.
Il lago è utilizzato per l'attività di pesca, in quanto è l'ecosistema lacustre più produttivo del Trentino.
Dal 2015 è stata aperta nel periodo aprile-ottobre un'attività sportiva, con il gioco sull'acqua "LakeLine", per la simulazione del kitesurf.